# Iris (opera)
Iris je opera ve třech dějstvích italského skladatele Pietra Mascagniho složená na libreto Luigiho Illicy. Premiéra se konala 22. listopadu 1898 v Operním divadle v Římě. Děj je umístěn do středověkého Japonska.

## Pozadí vzniku
Iris je sedmou operou italského skladatele Pietra Mascagniho. V roce 1896 přinesl libretista Luigi Illica Mascagnimu návrh opery, která měla být italskou odpovědí na symbolismus a zároveň reakcí na tehdejší okouzlení Dálným Východem. Mascagni se do zpracování pustil s velkým entusiasmem. Studoval japonskou hudbu a její prvky, ovšem přizpůsobené vlastním potřebám, promítl do hudebního doprovodu opery. V orchestru tak mají předepsané party například gong, zvonkohra, nebo japonská loutna šamisen.
Premiéra se konala 22. listopadu 1898 v Operním divadle v Římě. Dirigoval sám Mascagni, v roli Iris se představila rumunská sopranistka Hariclea Darclée, pozdější první Pucciniho Tosca.

## Obsazení
| Role                                                  | Typ hlasu | Obsazení při premiéře, 22. listopad 1898 (dirigent: Pietro Mascagni) |
| ----------------------------------------------------- | --------- | -------------------------------------------------------------------- |
| Iris                                                  | soprán    | Hariclea Darclée                                                     |
| slepec                                                | bas       | Giuseppe Tisci Rubini                                                |
| Osaka                                                 | tenor     | Fernando De Lucia                                                    |
| Kyoto                                                 | baryton   | Guglielmo Caruson                                                    |
| gejša                                                 | soprán    | Ernestina Tilde Milanesi                                             |
| kramář                                                | tenor     | Eugenio Grossi                                                       |
| hadrář                                                | tenor     | Piero Schiavazzi                                                     |
| Sbor: prodavači, gejši, pradleny, samurajové, měšťané |           |                                                                      |

## Obsah
Děj se odehrává ve středověkém Japonsku.

### 1. dějství
Iris je mladou a nevinnou dívkou, která si v zahradách užívá sluneční svit a prosté radosti života. Osaka, mladý šlechtic a dobrodruh, jí spatří a zatouží po ní. Naplánuje její únos, v čemž mu pomáhá Kyoto, majitel vykřičeného domu. Zaranžují představení loutkového divadla, v jehož průběhu je Iris vylákána z domova a unesena do města, do Kyotova domu zvaného Jošiwara. Jejímu slepému otci je namluveno, že Iris do města odešla ze své vůle.

### 2. dějství
V Jošiwaře, kde podle libreta slunce nikdy nesvítí, se Iris probouzí dezorientovaná a zmatená. Navštíví jí Osaka a neúspěšně se jí pokouší svést. Unaven její prostotou a nevinností tedy nařídí Kyotovi, aby se jí zbavil. Ten však, v touze po penězích, jí na balkoně domu ukáže davům. Mezi lidmi venku je i její otec, který se stále domnívá, že do vykřičeného domu odešla ze své vůle. Opakovaně jí prokleje a naplive jí do tváře. Iris otcovo jednání nechápe a je zničena. Než kdokoli, včetně vracejícího se Osaky, kterého sužují výčitky svědomí, stihne zasáhnout, Iris vběhne zpátky do domu a skočí z okna do kanálové šachty.

### 3. dějství
Další den, ve stoce, hadráři přijdou okrást domněle mrtvou Iris o její hedvábný oděv. Iris se probouzí, čímž hadráře vyděsí a ti utečou. Rychle však upadá do deliria, ve kterém slyší postupně tři hlasy: Osaky, Kyota a nakonec jejího slepého otce. Všichni se jí vysmívají. Uklidní se, až když ucítí teplé paprsky vycházejícího Slunce. Umírá a její duše je odnášena do Nebe.

## Zpěvy
Nejznámějšími zpěvy jsou sborový zpěv "Inno al Sole" ("Sluneční hymnus"), který operu uvádí a uzavírá, a tenorová árie (serenáda) "Apri la tua finestra" ("Otevři mi okno"), ketrou zpívá Ósaka pro Iris v průběhu loutkového představení v 1. dějství.

## Přijetí
Přijetí bylo zřejmě smíšené. Zatímco hudba je v dobovém tisku chválena, libreto je kritizováno. Především třetí akt je označován za zklamání. Soudilo se, že opera těžko pronikne za hranice Itálie. Již o rok později se však opera hrála v Miláně, následoval Frankfurt nad Mohanem, Barcelona, Káhira, Lisabon, Filadelfie, New York a další místa.
V roce 1925 v době Mascagniho návštěvy Prahy je opera v tisku označována za velmi populární s tím, že měla velký vliv na hudební vývoj v Itálii a ve Francii.
České divadelní premiéry se opera dočkala až v roce 2019, kdy jí uvedlo Divadlo Josefa Kajetána Tyla v Plzni.

## Nahrávky
- 1989 Zpívají: Ilona Tokody, Plácido Domingo, Juan Pons, Heinrich Weber a další. Sbor Bavorského rozhlasu a Mnichovský rozhlasový orchestr, dirigent: Giuseppe Patané. Vydavatelství CBS Records, vydáno 14. července 1989.[3]